# Хромозом 13 (човек)
Хромозом 13 је аутозомни хромозом тринаести по величини у хуманом кариотипу. Према положају центромере припада акроцентричним хромозомима. Према Денверској конференцији из 1960. године сврстан је у D групу. Изграђен је од 114 милиона парова база ДНК што представља 3,5-4% укупне количине ДНК у ћелији.

## Аберације хромозома 13
Тризомија хромозома 13 се у хуманој популацији јавља са учесталошћу од 1:12000 новорођенчади. Најчешћи узрок ове тризомије је неодвајање хромозома у мејози родитеља.
Фенотипски се маниофестује као Патауов синдром. Клиничку слику овог синдрома карактеришу мултипне (вишеструке) аномалије (неправилности) : 
- мозга, очију, срца, бубрега, система за варење;
- расцеп усне, вилица и непца;
- полидактилија
- животна прогноза је лоша па већина деце умире у првим месецима живота, а само око 10% преживи прву годину.

Делеција дугог крака хромозома 13 одликује се:
- умном заосталошћу;
- моторном ретардацијом;
- микроцефалијом;
- аномалијама лица;
- аномалије палца;
- аномалије ушију.

## Мапирани гени и болести/поремећаји
Гени мапирани на овом хромозому узрокују следеће болести и поремећаје:
- пропионична ацидемија
- глувоћа, аутозомно доминантна и рецесивна
- ектодермална дисплазија
- Ксеродерма пигментозум Г
- мишићна дистрофија, тип појаса и удова, 2С
- карцином дојке
- карцином панкреаса
- хронична лимфоцитна леукемија
- хиперамонемија
- хомоцитрулинемија
- ретинобластом
- остесарком
- карцином мокраћне бешике
- постаксијална полидактилија, А2
- пропионична ацидемија
- недостатак фактора коагулације
- склоност шизофренији
- урођена микрокорија